# Frans Daneels
Frans Daneels O. Praem. (ur. 2 kwietnia 1941 w Kapellen) – belgijski duchowny katolicki, arcybiskup, sekretarz Sygnatury Apostolskiej w latach 2008-2016.

## Życiorys
26 marca 1966 otrzymał święcenia kapłańskie w zakonie norbertanów.
12 kwietnia 2008 został mianowany przez Benedykta XVI sekretarzem Sygnatury Apostolskiej oraz biskupem tytularnym Bita.
10 października 2012 został podniesiony do godności arcybiskupa. 16 lipca 2016 przeszedł na emeryturę.